# Démographie du Soudan du Sud
Cet article traite de la démographie au Soudan du Sud : population, densité, groupes ethniques, niveau d'éducation et de santé de la population, situation économique, affiliations religieuses et autres aspects de la population.
La région a été durement touchée par les deux guerres civiles poursuivies durant quarante ans, à l'exception des 10 ans de calme qui ont suivi l'indépendance du Soudan en 1956. Il en résulte un manque de développement des infrastructures, des destructions et des déplacements de populations : plus de 2 millions de personnes sont mortes, et plus de 4 millions ont été déplacées ou sont réfugiées du fait de ces évènements et de ses conséquences.
Les Dinka constituent la plus grande des nombreuses communautés du Soudan du Sud. Avec les Nuer et les Shilluk, ils comptent parmi les peuples nilotiques. Les Zandés et les Lendu   Jur Chol sont des communautés localisées dans l'ouest, et les Acholis et les Lotuko vivent dans l'extrême sud, se prolongeant jusqu'en Ouganda.
En 2016, la population du Soudan du Sud est estimée à environ 12,5 millions d'habitants.

## Recensement de 2008
D'après le recensement de 2008, le Soudan du Sud avait une population d'environ 8,26 millions d'habitants. Pourtant, ce recensement fait par le gouvernement soudanais a été rejeté par le Soudan du Sud. Le fonctionnaire américain qui a surveillé le recensement a estimé que le recensement a concerné 89 % de la population.
La population du Soudan du Sud est difficile à dénombrer car la réalisation d'un recensement est difficile. Le gouvernement de Soudan du Sud (dirigé par l'ancien mouvement de résistance du MPLS) a accusé le gouvernement central d'avoir délibérément manipulé le recensement dans les régions riches en pétrole comme le comté d'Abyei, à la frontière entre le Soudan et le Soudan du Sud, devenu une région autonome. Le dénombrement de la population a été un facteur déterminant pour la part de la richesse et la puissance que chaque partie du Soudan a reçu. (Voir: Accord de Naivasha) Une autre complication a été les réfugiés du Soudan du Sud dans le nord. Le gouvernement central a freiné leur retour; une fois leur recensement effectué, ils ont été considérés comme des habitants du Nord.

### Quelques données
L'espérance de vie est de 42 ans.
Plus d'un enfant sur dix meurt avant 5 ans. Une femme sur 10 meurt en couches ou des suites des couches
Un médecin pour 100 000 habitants.
Taux d'analphabétisme : 73 %
Population rurale : 83 %
Population sous le seuil de pauvreté : 51 %

## Groupes ethniques
Le Soudan du Sud recense 62 groupes ethniques autochtones.
La majorité d'entre eux peuvent être classés comme faisant partie du groupe nilotique, y compris les Dinkas, le principal groupe ethnique du pays, qui représentent environ 36 % de la population totale.
Les autres groupes nilotiques sont les Nuers (15 %), les Baris, les Lotukos, les Kukus, les Mundaris, les Kakwas, les Pojulus, les Shilluks, les Acholis, les Lokoyas, les Toposas, les Langos et les Anuaks.
Les groupes ethniques de langues soudaniques orientales incorporent les Didingas et les Murles. Les autres groupes ethniques de langues soudaniques centrales sont les Morus, les Madis, les Lulubos et les Kalikos.
Une minorité des groupes ethniques appartiennent aux langues nigéro-congolaises, dont les Zandés, les Makarakas et les Mundus. D'autres peuples du groupe nilosaharien à savoir Avukaya, Morumadi, sont aussi présents dans la région du Nil Blanc. C'est là où ils se sont établis après avoir quitté le royaume de Koush.
Avec un grand nombre de groupes ethniques dans un pays de taille moyenne, le Soudan du Sud peut être considéré comme l'un des pays les plus ethniquement diversifié dans le monde
Afin de maintenir l'harmonie entre les groupes ethniques dans une partie du monde où un conflit tribal est relativement banal, un groupe a proposé la création d'une « Maison des nationalités» pour représenter les 62 groupes reconnus dans la capitale Djouba. Le président Salva Kiir Mayardit a déclaré lors de la cérémonie marquant l'indépendance du Soudan du Sud, le 9 juillet 2011, que le pays « devrait avoir un nouveau départ de la tolérance, où la diversité culturelle et ethnique sera une source de fierté ».

## Langues
Les langues parlées comprennent l'anglais (langue officielle), les langues autochtones, telles que les langues Dinka-Nuer, Zandé, Bari et Shilluk, ainsi que la langue véhiculaire arabe appelée l'arabe de Djouba.

## Religions
La majorité des habitants (60,5 %) est de confession chrétienne, les animistes représentent 32,9 % et les musulmans 6,2 %.

## Immigration
Il existe plusieurs groupes d'immigrants provenant d'autres pays au Soudan du Sud. Il s'agit notamment de ressortissants égyptiens et somaliens,; ces derniers sont principalement impliqués dans des activités commerciales. Des immigrants musulmans de la région ont exprimé des craintes par rapport au nouvel État souverain du Soudan du Sud, à cause de la mésentente du nouvel État avec le gouvernement de Khartoum, État où ils sont plus présent,.